# Matti Kujasalo
Matti Kalervo Kujasalo, född 28 februari 1946 i Helsingfors, är en finländsk målare och grafiker. Han är gift med Marjatta Palasto.
Kujasalo besökte Fria konstskolan 1964 och genomgick Finlands konstakademis skola 1964–1968 samt ställde ut första gången 1968. Han har blivit känd för sina matematiskt uppbyggda, variationsrika abstrakta kompositioner med linjer och streck. På 1970-talet använde han ännu färger i sina oljemålningar, men övergick sedan till svart-vita eller svart-vit-gråa kompositioner för att stundom överraska med färgrikare alster. Kujasalo arbetade på 1970-talet med bland annat optisk konstruktivism (opkonst), geometriska kompositioner som av ögat kunde uppfattas som kinetiska, rörliga. Senare har man även talat om hans systematiska konstruktivism, som ursprungligen utgick från hans målningar ur temat Gående kvadrater (1975). I slutet av 1970-talet producerade Kujansalo även tredimensionella svartvitmålade konstruktioner av metall och trä. 
Sedan dess har Kujansalo blivit känd även i utlandet för sin konsekvent genomförda abstrakta konst; han tillhör Finlands internationellt sett framgångsrikaste bildkonstnärer och företrädare för den yngre generationen konstruktivister. Kujansalos arbeten har även fått större spridning i grafisk form. Han representerade Finland på Venedigbiennalen 1980, tillhörde Dimensiogruppen 1972–1974 och har sedan 1972 aktivt verkat inom The International Workgroup for Constructive Art. Han var Årets konstnär vid Helsingfors festspel 1994. Kujansalo har undervisat vid Konstindustriella högskolan 1973–1977, Finlands konstakademis skola och Bildkonstakademin 1977–1980, överlärare 1981–1985 och rektor 1983–1985. Han tilldelades Pro Finlandia-medaljen 2006 och Prins Eugen-medaljen 2010.